# Cotoneaster lacteus
Cotoneaster lacteus és una espècie de planta de flors pertanyent al gènere Cotoneaster de la família de les rosàcies, originari de la província xinesa de Yunnan. És un gran arbust de fulla perenne que creix fins 4 m d'alt i ample. Els raïms de flors blanques són seguits per masses de petits, globosos, fruits vermells a la tardor. Inusualment per a aquest gènere, els fruits són evitats pels ocells, per aquest motiu la germinació afavorida per ocells és rara, i els fruits persisteixen sobre la planta durant tot l'hivern.
L'epítet específic "llatí lacteus - català lacti" es refereix a les flors blanques com la llet.
En jardineria, Cotoneaster lacteus es conrea com a grup arbustiu o com a tanca vegetal. Ha guanyat el Premi Award of Garden Merit de la britànica Reial Societat d'Horticultura.